# حرة واقم
حرة واقم (حرة بني قريظة)، هي الحرة الواقعة شرقي المدينة المنورة، وتحد المسجد النبوي من الجهة الشرقية، وتحد حرة الوبرة من الجهة الغربية.

## أقسام حرة واقم
تنقسم حرة واقم إلى خمس مناطق متجاورة
- منطقتان كانتا لليهود
- ثلاث مناطق كانت للأوس من الأنصار، فزهرة منازل بني النضير وبشمالها منازل بني قريظة وبشمالها منازل بني ظفر من الأنصار حيث يوجد مسجدهم المعروف مسجد بني ظفر وبجوارها شمالاً منازل عبد الأشهل مع بني زغور بن جشم الأنصاري، وفي منازل بني عبد الأشهل كان حصنهم واقم الذي سميت الحرة به والذي قال فيه الشاعر:

## التسمية
قيل أنها سميت باسم واقم نسبةً إلى رجل من العمالقة نزل بها، وبشمالهم منازل بني حارثة إلى نهاية الحرة شمالاً.

## التاريخ
- عام 63 هـ، وقعت فيها موقعة الحرة التي حدثت في عهد يزيد بن معاوية وكان قائد الجيش مسلم بن عقبة المري الذي قدم إلى المدينة المنورة، ونزل في حرة واقم وخرج أهل المدينة يحاربونه؛ فقتل من الموالي ثلاثة الآف وخمسمائة رجل، ومن الأنصار ألفاً وأربعمائة، ومن قريش ألف وثلاثمائة، وممن قُتل في هذه المعركة الفضل بن العباس بن ربيعة بن الحارث بن عبد المطلب، ومعقل بن سنان، وأبو بكر بن عبد الله، ويعقوب بن طلحة، وعبد الله بن زيد وغيرهم الكثير، وقد روى الإمام السمهودي أنه وجد يزيد بن معاوية جيش كبير من أهل الشام؛ فنزل المدينة المنورة وقاتل أهلها فهزموهم وقتلهم في حرة واقم بالمدينة، واستباح المدينة ثلاثة أيام، فسميت وقعة الحرة بهذا الأسم.[3]
- في عام 654 هـ ثار بركان قوي من إحدى تلال هذه الحرة، واستمر قرابة ثلاثة أشهر فازدادت المقذوفات البركانية في المنطقة
- في العصر الحاضر زحف العمران إلى حرة واقم وبها حالياً أحياء سكنية.

## آثار حرة واقم
- الدروع
- الحصون
- المصانع المنتشرة كالمصنع القديم الذي وُجد فيه أنواع القطع الفخارية المدهونة بكل لون، وعُثر بجانبه على صهريج ماء مطلي بالرصاص من الداخل، وبالشرق منه يوجد غدير ماء، ويقع المصنع جنوب شرقي بستان يُدعى دشم.[3]

## وصلات خارجية
- حرة واقم (الحرة الشرقية) حد للحرم النبوي الشريف من الجهة الشرقية.
- حرة واقم الشرقية البركانية في المدينة المنورة والتي ثارت عام 654 هـ.